# تراژدی (نقاشی)
تراژدی (به انگلیسی: The Tragedy) یکی از آثار نقاش اسپانیایی پابلو پیکاسو (۱۸۸۱ - ۱۹۷۳ میلادی) است که در سال ۱۹۰۳ میلادی و در شهر بارسلونا خلق شده‌است.
این اثر در اولین دوره طبقه‌بندی سیر تکامل هنری پیکاسو در دهه دوم زندگیش موسوم به دوره آبی (۱۹۰۱ - ۱۹۰۴ میلادی) کشیده شده‌است، زمانی که پیکاسوی جوان از زمینه سردِ آبی روشن استفاده می‌کرد.
بسیاری از منتقدین این اثر را بزرگ‌ترین «جای خالی» (به انگلیسی: The Gap) دوران زندگی وی دانسته‌اند، جای خالی از هم گسیختگی باورهای گذشته با زندگی مدرن امروزی. این تصویر در هیچ قید زمان و مکان خاصی گنجانده نشده‌است و بیننده را در انبوهی از سؤال، بدون هیچ سر نخی رها می‌کند. سؤالاتی که از ماهیت رمزآلود حضور این عده در کنار ساحلی سرد سرچشمه می‌گیرد و به نحوه ایستادن، حالات چهره و چشمان بسته زن و مرد ختم می‌شود و در این میان، ایمپاستوهای نقاش گره‌ای دیگر بر گره کور این مجموعه اضافه می‌کند. تجدّد به قیمت بی ریشگی و بی خانمانی، الگویی از زوال، سردی و تنهایی.
این اثر هم‌اکنون در نگارخانه ملی هنر واشینگتن در ایالات متحده آمریکا نگهداری می‌شود.